# Pukapuka-Nassau
Inscrits : 292 (2006)
La circonscription électorale de Pukapuka-Nassau est l'une des 24 circonscriptions des îles Cook, représentant les habitants des deux îles de Pukapuka et Nassau (îles Cook). L'actuel député en est Tamaiti Vai Peua qui remporta les élections de 2006 en tant qu'indépendant avant de finalement rejoindre en juin 2009 le Cook Islands Party

## Source
- Constitution des îles Cook